# بايسون (أوزبكستان)
بايسون هي مدينة ومركز مقاطعة بايسون في ولاية صرخنداريا في أوزبكستان.